# Дорт, Лугенц
Лугенц Дорт (англ. Luguentz Dort; род. 19 апреля 1999, Монреаль, Квебек) — канадский баскетболист, выступающий в НБА за клуб «Оклахома-Сити Тандер». Играет на позиции лёгкого форварда и атакующего защитника.

## Карьера в НБА

### Оклахома-Сити Тандер (2019—настоящее время)
После того как Дорт не был выбран на драфте НБА 2019 года, он подписал двусторонний контракт с командой «Оклахома-Сити Тандер». Он дебютировал в НБА 6 декабря 2019 года, сыграв 7 минут и собрав один подбор в матча с «Миннесотой Тимбервулвз». 29 января 2020 года Дорт набрал максимальные в карьере 23 очка, сделал два подбора, перехват и блок в победе над «Сакраменто Кингз» со счетом 120:100. В плей-офф НБА 2020 года Дорт был отмечен за защиту против Джеймса Хардена в проигранном семиматчевом противостоянии первого раунда.
24 июня 2020 года «Тандер» объявили о переподписании контракта с Дортом на 4 года и 5,4 млн. долл. 13 апреля 2021 года Дорт набрал максимальные в карьере 42 очка в матче против «Юты Джаз» (106:96), реализовав при этом семь 3-очковых бросков, что также стало рекордом в карьере.
2 февраля 2022 года Дорт набрал максимальные в сезоне 30 очков, в том числе 14 подряд в концовке игры, в овертайме выиграв у «Даллас Маверикс» со счетом 120-114. 8 марта Дорт перенёс операцию на левом плече, из-за этой травмы сезон для него закончился досрочно.
6 июля 2022 года Дорт вновь переподписал контракт с «Тандер» на пять лет и 87,5 миллионов долларов.
3 ноября 2023 года Дорт набрал 29 очков и забил все шесть своих трехочковых попыток во время проигрыша от «Голден Стэйт Уорриорз» со счетом 139:141.

## Карьера в сборной
В составе сборную Канады стал бронзовым призёром чемпионата мира 2023 года. Он был включен в состав сборной Канады на летние Олимпийские игры 2024 года в Париже.

## Достижения

### Сборная Канады
- Бронзовый призёр чемпионата мира: 2023

## Статистика

### Статистика в НБА
| Сезон                                                                                    | Команда       | Регулярный сезон | Регулярный сезон | Регулярный сезон | Регулярный сезон | Регулярный сезон | Регулярный сезон | Регулярный сезон | Регулярный сезон | Регулярный сезон | Регулярный сезон | Регулярный сезон | Серия плей-офф | Серия плей-офф | Серия плей-офф | Серия плей-офф | Серия плей-офф | Серия плей-офф | Серия плей-офф | Серия плей-офф | Серия плей-офф | Серия плей-офф | Серия плей-офф |
| Сезон                                                                                    | Команда       | GP               | GS               | MPG              | FG%              | 3P%              | FT%              | RPG              | APG              | SPG              | BPG              | PPG              | GP             | GS             | MPG            | FG%            | 3P%            | FT%            | RPG            | APG            | SPG            | BPG            | PPG            |
| ---------------------------------------------------------------------------------------- | ------------- | ---------------- | ---------------- | ---------------- | ---------------- | ---------------- | ---------------- | ---------------- | ---------------- | ---------------- | ---------------- | ---------------- | -------------- | -------------- | -------------- | -------------- | -------------- | -------------- | -------------- | -------------- | -------------- | -------------- | -------------- |
| 2019/20                                                                                  | Оклахома-Сити | 36               | 28               | 22,8             | 39,4             | 29,7             | 79,2             | 2,3              | 0,8              | 0,9              | 0,1              | 6,8              | 6              | 6              | 29,2           | 35,5           | 26,0           | 53,3           | 3,7            | 1,0            | 0,3            | 1,0            | 12,5           |
| 2020/21                                                                                  | Оклахома-Сити | 52               | 52               | 29,7             | 38,7             | 34,3             | 74,4             | 3,6              | 1,7              | 0,9              | 0,4              | 14,0             | Не участвовал  | Не участвовал  | Не участвовал  | Не участвовал  | Не участвовал  | Не участвовал  | Не участвовал  | Не участвовал  | Не участвовал  | Не участвовал  | Не участвовал  |
| 2021/22                                                                                  | Оклахома-Сити | 51               | 51               | 32,7             | 40,4             | 33,2             | 84,3             | 4,2              | 1,7              | 0,9              | 0,4              | 17,2             | Не участвовал  | Не участвовал  | Не участвовал  | Не участвовал  | Не участвовал  | Не участвовал  | Не участвовал  | Не участвовал  | Не участвовал  | Не участвовал  | Не участвовал  |
| 2022/23                                                                                  | Оклахома-Сити | 74               | 73               | 30,7             | 38,8             | 33,0             | 77,2             | 4,6              | 2,1              | 1,0              | 0,3              | 13,7             | Не участвовал  | Не участвовал  | Не участвовал  | Не участвовал  | Не участвовал  | Не участвовал  | Не участвовал  | Не участвовал  | Не участвовал  | Не участвовал  | Не участвовал  |
| 2023/24                                                                                  | Оклахома-Сити | 79               | 79               | 28,4             | 43,8             | 39,4             | 82,6             | 3,6              | 1,4              | 0,9              | 0,6              | 10,9             | 10             | 10             | 35,0           | 36,3           | 39,1           | 84,2           | 4,6            | 2,0            | 1,3            | 0,2            | 10,7           |
|                                                                                          | Всего         | 292              | 283              | 29,3             | 40,3             | 34,7             | 79,4             | 3,8              | 1,6              | 0,9              | 0,4              | 12,8             | 16             | 16             | 32,8           | 35,9           | 33,3           | 70,6           | 4,3            | 1,6            | 0,9            | 0,5            | 11,4           |
| Наведите курсор мыши на аббревиатуры в заголовке таблицы, чтобы прочесть их расшифровку. |               |                  |                  |                  |                  |                  |                  |                  |                  |                  |                  |                  |                |                |                |                |                |                |                |                |                |                |                |

### Статистика в Джи-Лиге
| Сезон                                                                                    | Команда           | Регулярный сезон | Регулярный сезон | Регулярный сезон | Регулярный сезон | Регулярный сезон | Регулярный сезон | Регулярный сезон | Регулярный сезон | Регулярный сезон | Регулярный сезон | Регулярный сезон | Серия плей-офф | Серия плей-офф | Серия плей-офф | Серия плей-офф | Серия плей-офф | Серия плей-офф | Серия плей-офф | Серия плей-офф | Серия плей-офф | Серия плей-офф | Серия плей-офф |
| Сезон                                                                                    | Команда           | GP               | GS               | MPG              | FG%              | 3P%              | FT%              | RPG              | APG              | SPG              | BPG              | PPG              | GP             | GS             | MPG            | FG%            | 3P%            | FT%            | RPG            | APG            | SPG            | BPG            | PPG            |
| ---------------------------------------------------------------------------------------- | ----------------- | ---------------- | ---------------- | ---------------- | ---------------- | ---------------- | ---------------- | ---------------- | ---------------- | ---------------- | ---------------- | ---------------- | -------------- | -------------- | -------------- | -------------- | -------------- | -------------- | -------------- | -------------- | -------------- | -------------- | -------------- |
| 2019/20                                                                                  | Оклахома-Сити Блю | 13               | 12               | 31,9             | 44,3             | 33,3             | 60,0             | 5,1              | 2,7              | 1,1              | 0,8              | 19,5             | Не участвовал  | Не участвовал  | Не участвовал  | Не участвовал  | Не участвовал  | Не участвовал  | Не участвовал  | Не участвовал  | Не участвовал  | Не участвовал  | Не участвовал  |
|                                                                                          | Всего             | 13               | 12               | 31,9             | 44,3             | 33,3             | 60,0             | 5,1              | 2,7              | 1,1              | 0,8              | 19,5             | Не участвовал  | Не участвовал  | Не участвовал  | Не участвовал  | Не участвовал  | Не участвовал  | Не участвовал  | Не участвовал  | Не участвовал  | Не участвовал  | Не участвовал  |
| Наведите курсор мыши на аббревиатуры в заголовке таблицы, чтобы прочесть их расшифровку. |                   |                  |                  |                  |                  |                  |                  |                  |                  |                  |                  |                  |                |                |                |                |                |                |                |                |                |                |                |

### Статистика в NCAA
| Сезон | Команда       | Conf   | Class | GP | GS | MPG  | FG%  | 3P%  | FT%  | RPG | APG | SPG | BPG | PPG  |
| --- | ------------- | ------ | ----- | -- | -- | ---- | ---- | ---- | ---- | --- | --- | --- | --- | ---- |
| 2018/19 | Аризона Стэйт | Pac-12 | FR    | 34 | 33 | 31,5 | 40,5 | 30,7 | 70,0 | 4,3 | 2,3 | 1,5 | 0,2 | 16,1 |
| Всего | Всего         | Всего  | Всего | 34 | 33 | 31,5 | 40,5 | 30,7 | 70,0 | 4,3 | 2,3 | 1,5 | 0,2 | 16,1 |
| Наведите курсор мыши на аббревиатуры в заголовке таблицы, чтобы прочесть их расшифровку Статистика приведена с сайта sports-reference.com |               |        |       |    |    |      |      |      |      |     |     |     |     |      |